# Bodengruppe

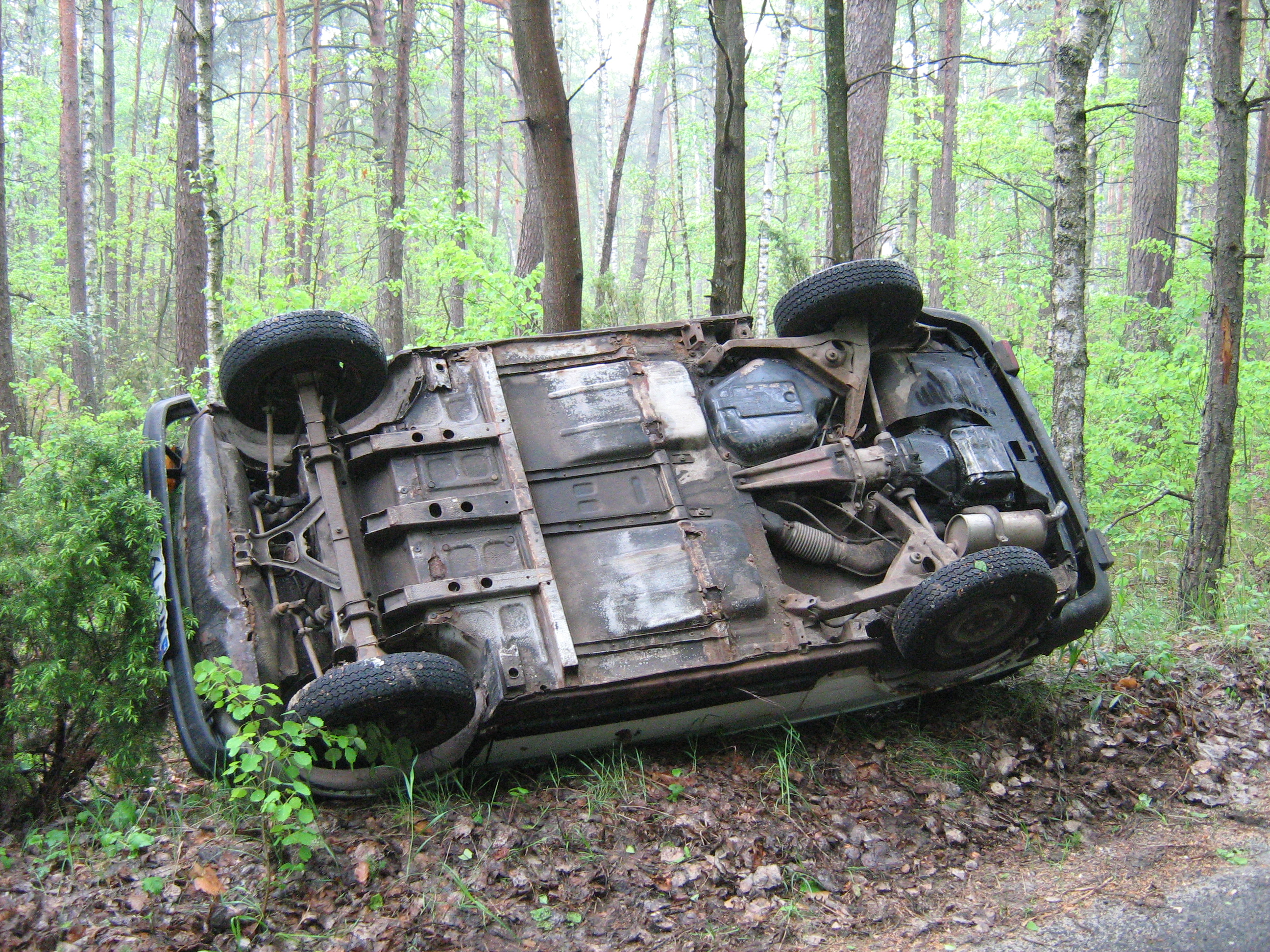
Fiat 126 von unten, sichtbar sind Bodengruppe, Fahrwerk, Tank (vor dem linken Hinterachslenker), Getriebegehäuse und Motorölwanne

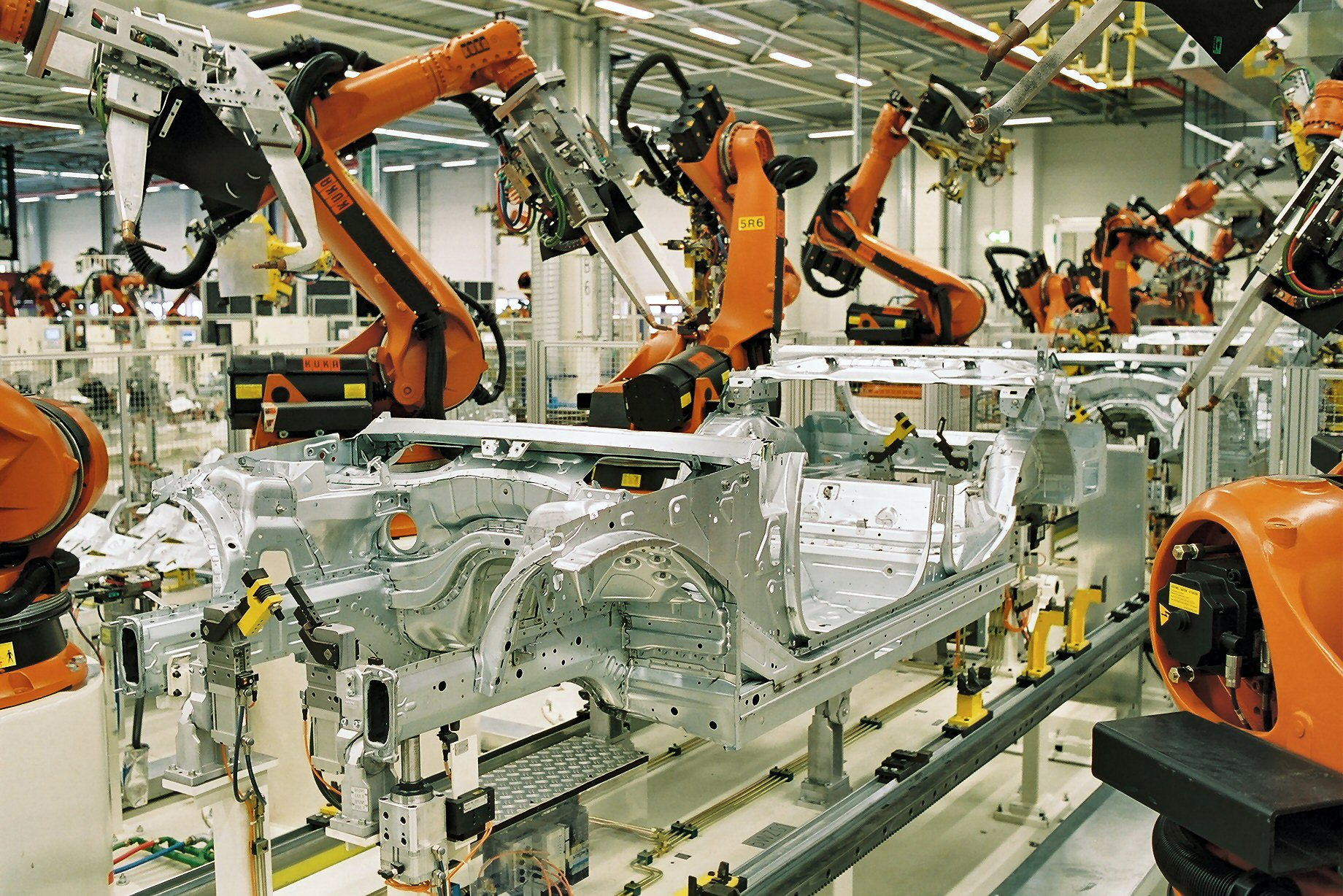
KUKA-Roboter im Karosseriebau des BMW-Werk Leipzig beim Zusammenbau der Bodengruppe für einen BMW E90

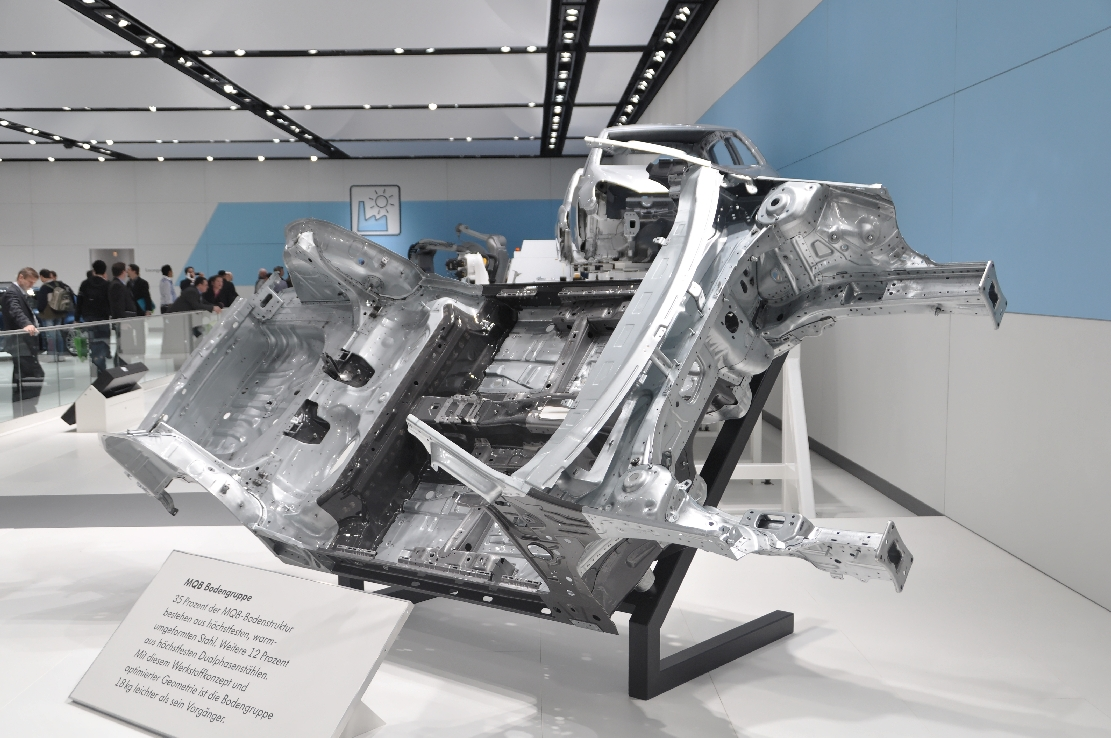
Bodengruppe des Modularen Querbaukastens (MQB)

Die Bodengruppe ist der untere Teil einer selbsttragenden Karosserie (manchmal auch als Body in white bezeichnet). Sie trägt die Fixationspunkte für Komponenten des Fahrwerks, die Auspuffanlage und den Antriebsstrang.
Das Pendant bei einer nicht selbsttragenden Karosserie nennt man Fahrgestell, Chassis oder Rahmen.
Es gibt Sonderfälle, zum Beispiel den VW Käfer. Hier war der Aufbau mit dem Zentralrohrrahmen verschraubt und hatte bei den Modellen mit kurzem Vorderwagen (1200, 1300 und 1500) keine tragende Funktion. Zahlreiche Unternehmen nutzten dies, um darauf eigene Aufbauten aus Stahlblech, Holz oder glasfaserverstärktem Kunststoff zu montieren.
Die sogenannten Superbeetle, Käfer mit langem Vorderwagen (1302 und 1303), hatten eine mittragende Karosserie. Hier stützten sich die MacPherson-Federbeine der Vorderachse oben an den vorderen Radhäusern der Karosserie ab.
Es gibt einen fließenden Übergang, in welchem Maß sich zwei oder mehr Autos gleichen oder aus gleichen Komponenten bestehen. Typische Stufen sind:
- Baugleichheit – Markenlogo, Kühlergrill und ggf. Scheinwerfer sind unterschiedlich (siehe Badge-Engineering)
- Gleiche Bodengruppe – der untere Teil der selbsttragenden Karosserie ist gleich.
- Gleiche Plattform – Unterschiedliche Karosserien mit gleichen Fixationspunkten, so dass Radaufhängung, Motor, Getriebe etc. ausgetauscht werden können (siehe Plattform (Automobil)).